# 이스트요크
이스트요크(영어: East York)는 캐나다 온타리오주에 있었던 지자체 및 행정구역이고, 1967년부터 1998년까지는 토론토 통합시의 지역구이기도 하였다.
지역구는 1998년에 토론토 통합시 내의 여섯 개 지자체가 하나의 지자체가 되면서 통폐합되었다.
이스트요크는 올드토론토와 돈강을 사이로 경계를 두고 있으며 이스트요크의 중심가는 강 남동쪽에 있고 리사이드, 베닝턴하이츠와 인구 밀도가 높은 손클리프파크는 강 북서쪽에 위치해있다. 이스트요크 중심부는 중산층과 서민층 주택으로 채워져있고 외곽 지역인 크레센트타운과 손클리프파크에는 고층 아파트가 밀집해 인구 밀도가 비교적 높은 편이다.